# Устинов, Иван Макарович
Иван Макарович Устинов (15 сентября 1917 года — 7 июня 1985 года) — советский военный деятель, Герой Советского Союза. Командир 21-го гвардейского стрелкового полка 5-й гвардейской стрелковой дивизии, полковник.

## Биография
Родился 15 сентября 1917 года на станции Тайга ныне Кемеровской области в семье служащего. Русский. Член КПСС с 1940 года. Окончил Кемеровский строительный техникум. Работал директором универмага в городе Петропавловск Северо-Казахстанской области. В РККА с 1938 года. В 1941 году окончил курсы младших лейтенантов, в 1944 году — Военную академию имени М. В. Фрунзе.

### Ранние годы
Место призыва: Петропавловский ГВК, Казахская ССР, Северо-Казахстанская область, город Петропавловск.

### Подвиг
Командир 21-го гвардейского стрелкового полка (5-я гвардейская стрелковая дивизия, 11-я гвардейская армия, 3-й Белорусский фронт) гвардии майор Устинов особенно отличился в ходе Восточно-Прусской наступательной операции, при взятии города-крепости Кёнигсберг (ныне Калининград), военно-морской базы Пиллау, при форсировании пролива Зеетиф и захвате плацдарма на косе Фрише-Нерунг. Он умело управлял полком при форсировании 25 апреля 1945 года пролива и в боях за город Пиллау (Балтийск, Калининградской области), проявил мужество и отвагу.
Указом Президиума Верховного Совета СССР от 5 мая 1945 года за образцовое выполнение заданий командования в борьбе против немецко-фашистских захватчиков и проявленные при этом мужество и героизм Устинову Ивану Макаровичу было присвоено звание Героя Советского Союза с вручением ордена Ленина и медали «Золотая Звезда».

### После войны
Продолжал служить в армии. С 1958 года — в запасе. Жил в Москве. Работал старшим инженером в Главном управлении торговли Министерства обороны СССР.
Умер 7 июня 1985 года. Похоронен на Кузьминском кладбище Москвы.

## Награды
- Медаль «Золотая Звезда»[1];
- орден Ленина;
- орден Красного Знамени[2][3];
- орден Красного Знамени[4][5];
- орден Отечественной войны I степени;
- орден Отечественной войны I степени (11.3.1985);
- орден Суворова III степени[6];
- орден Красной Звезды[7];
- медаль За боевые заслуги;
- медаль «В ознаменование 100-летия со дня рождения Владимира Ильича Ленина»;
- медаль «За победу над Германией в Великой Отечественной войне 1941—1945 гг.» (9 мая 1945[8]);
- юбилейная медаль «Двадцать лет Победы в Великой Отечественной войне 1941—1945 гг.» (7 мая 1965[9]);
- юбилейная медаль «Тридцать лет Победы в Великой Отечественной войне 1941—1945 гг.»[10];
- юбилейная медаль «Сорок лет Победы в Великой Отечественной войне 1941—1945 гг.»[11];
- медаль «За взятие Кёнигсберга» (9 июня 1945[12]);
- медаль «Ветеран Вооружённых Сил СССР»;
- медаль «30 лет Советской Армии и Флота»[13];
- юбилейная медаль «40 лет Вооружённых Сил СССР»[14];
- юбилейная медаль «50 лет Вооружённых Сил СССР» (26 декабря 1967[15]);
- медаль «За безупречную службу» I степени.

## Память
- Имя Героя высечено золотыми буквами в зале Славы Центрального музея Великой Отечественной войны в Парке Победы города Москва.
- На могиле Героя (Кузьминское кладбище (Москва) ) установлен надгробный памятник.